# グッド・タイム (アウル・シティーとカーリー・レイ・ジェプセンの曲)
「グッド・タイム」（英: Good Time）は、アメリカのソロプロジェクト・アウル・シティーと、カナダの歌手・カーリー・レイ・ジェプセンによる楽曲。2012年6月26日にリリースされたこの曲は、アウル・シティーのアルバム『ザ・ミッドサマー・ステーション』のリード曲となり、ジェプセンのアルバム『キス』にも収録された。作詞・作曲はマット・ティーセン、ブライアン・リー、アダム・ヤングが担当した。音楽評論家からは概ね肯定的な評価を受けており、「夏の賛歌」と表現された。
「グッド・タイム」はカナダ、ニュージーランド、韓国のチャートで1位を獲得し、その他12か国でトップ10にランクインするなど、世界中でヒットした。この曲のヒットにより、アウル・シティーとジェプセンはワンヒットワンダーとは呼ばれなくなった。

## 背景・制作
2012年6月14日、アダム・ヤングはカーリー・レイ・ジェプセンとコラボした新曲を同年6月26日にリリースすると発表した。2012年6月20日、ヤングはシングル「グッド・タイム」をSoundCloud限定でリリースし、6月26日にはiTunesでリリースした。2013年にはアウル・シティーのEPでアコースティック版が公開された。
「グッド・タイム」はマット・ティーセン、ブライアン・リー、アダム・ヤングが作詞・作曲を担当し、エミリー・ライト、スターゲイト、ヤングがプロデュースを担当した。ヤングはこのコラボを「嬉しい偶然」が起こったと述べた。また、ヤングは「これはもう惑星が衝突するような出来事。夢が叶ったみたいだ。彼女が自身の才能をこの曲に貸してくれるようなとても寛容な人だからうまくいったんだ」とも述べた。ジェプセンは「実は、この曲は（レーベル代表の）スクーター・ブラウンを通して知ったんです。私が彼に会うためにロサンゼルスに来た最初の数週間の間に、彼がこの曲を演奏してくれました。それを聞いて、私は『すごい。ぜひこれを歌いたい』と思いました」と述懐した。

## 評価
この曲は評論家から肯定的な評価を受けている。ビルボードでは「これからの夏にラジオの定番になるかもしれないこの曲に、ジェプセンが加わったのは納得できる」と評価され、『エンターテインメント・ウィークリー』では「『グッド・タイム』は浜辺のティキバーで飲む冷えたマルガリータよりも飲みやすい」と表現された。イギリスの評論家ニック・バセットは、自身のウェブサイト「The Re-View」でこの曲について「2人は高揚感のあるれっきとしたポップ・デュエットで、今後ワンヒットワンダーの呼び名に甘んじることは確実にない」と言及した。デジタル・スパイのルイス・コーナーは、この曲は「病みつきになるような炭酸が入った甘いお菓子」だと述べた。MTVのジョスリン・ヴェナはこの曲の「パーティーの後は服を着たまま寝たり、一晩中起きたりして、楽しむことを誓う」という歌詞を、ケイティ・ペリーの『ラスト・フライデー・ナイト』や、ブラック・アイド・ピーズの『アイ・ガッタ・フィーリング』と比較した。
『スレート』のフォレスト・ウィックマンも、この曲は『コール・ミー・メイビー』の後継に値すると述べた。ウィックマンは「この曲はお馴染みのストーリーで始まり、その後きれいではないもの全てを取り除くことで、それを覆す」という手法を指摘した。ウィックマンは、『ティック・トック』のケシャのように、歌手が大騒ぎした夜を過ぎて目を覚まし、服を着て頭の中でプリンスの曲を聴きながら曲が始まるが、その一方で、歌手は「ベッドの右横」にいて、二日酔いではなく、次の晩にはまた出かける準備ができているという考えを述べた。また、ウィックマンは「最後に児童の合唱団が突如現れるのは少々余計だが、この健全な曲ではそれでもいいだろう」と結論を出し、「『グッド・タイム』は罪悪感のない、犯罪的な楽しみだ」とした。ローリング・ストーンはこの曲を「ありきたりなダンス・ポップ」と呼んだ。『ワシントン・ポスト』のクリス・リチャードは、この曲はジェプセンが歌うAメロまではあまり良くないと述べた。

## チャート成績
アメリカでは、7月4日の週に全米ポップソングチャートで32位、Billboard Hot 100で18位に初登場し、数週間後には8位に達した。アウル・シティーにとっては『ファイアーフライズ』以来2回目、ジェプセンにとっては『コール・ミー・メイビー』以来2回目のチャートでトップ10入りしたシングルとなった。2012年8月29日までにアメリカで100万枚の売上を記録し、アメリカレコード協会（RIAA）からダブル・プラチナ作品に認定された。アメリカでは2012年に224万9000枚の売上を記録した。
カナダとニュージーランドのチャートでは最高1位を記録し、アウル・シティーにとっては初、ジェプセンにとっては両国で2回目の1位を獲得したシングルとなった。この曲は2012年8月26日の全英シングルチャートで17位に初登場した。翌週には5位に上昇し、アウル・シティーにとって2010年の『ファイアーフライズ』以来となる全英トップ5入りとなった。

## ミュージック・ビデオ

### 背景
ミュージック・ビデオのティザー映像は2012年6月20日に公開された。ミュージック・ビデオはデクラン・ホワイトブルームが監督を務め、7月24日にVEVOで正式に初公開された。映像の大半はハーリーマン州立公園内にあるシルバー・マイン湖で撮影され、残りはニューヨーク市内で撮影された。

### 内容
ミュージック・ビデオは、アパートの前のフィアット・500のそばで待っているジェプセンのもとに彼女の友人が落ち合う場面で始まる。その後、ジェプセンらはニューヨーク市の煙霧の中から車で走り去る。その間、映像はジェプセンのグループとマーキュリー・クーガーに乗って林道を走るヤングのグループを交互に映し出す。やがて彼らは小さな小屋のような建物に集まり、スラッシュを飲み始める。Aメロでジェプセンが歌い出すと、ジェプセンが森の中を歩いている様子や、他のグループのメンバーがキャンプ場へ歩いてやって来る場面が映される。曲のサビが始まると、ジェプセンとグループの他のメンバーの映像と共に、ヤングが湖のそばで見られる。空が暗くなると、彼らは焚き火の周りで踊り始める。映像はグループが一晩中踊ったり大騒ぎしたりする場面で終わる。

## ライブ・パフォーマンス

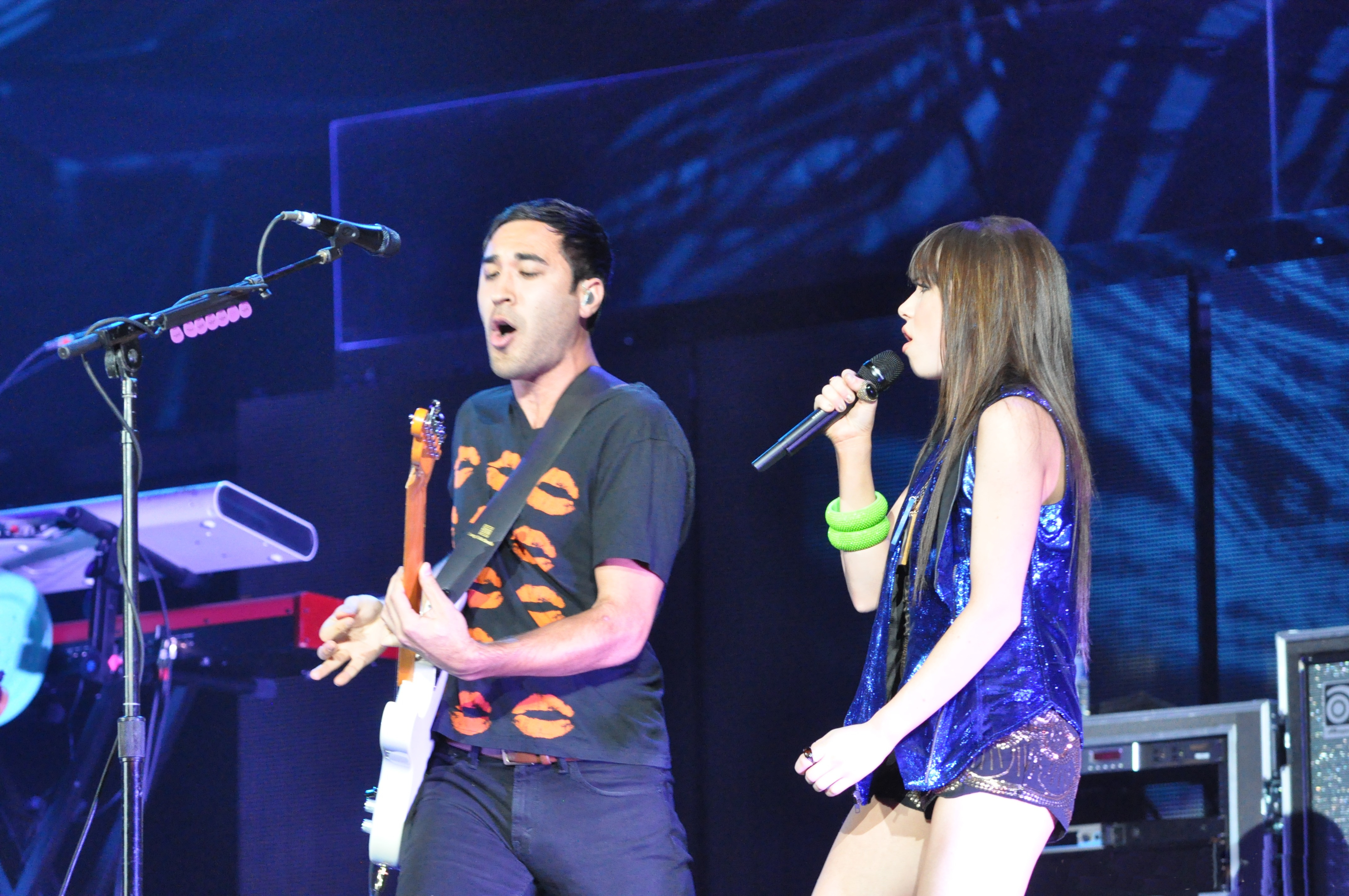
「グッド・タイム」を披露するジャレッド・マニエルカとジェプセン（2012年10月）

アウル・シティーとカーリー・レイ・ジェプセンは、2012年8月22日の『アメリカズ・ゴット・タレント』のワイルドカード結果発表会や、その翌日の『トゥデイ』で「グッド・タイム」を披露した。2人は2012年8月25日にも、ニューヨークで行われた全米オープンの開幕を記念するイベントのアーサー・アッシュ・キッズ・デーでこの曲を披露した。さらに8月28日には『ザ・トゥナイト・ショー・ウィズ・ジェイ・レノ』で、8月29日には『コナン』でこの曲を披露した。ジェプセンはジャスティン・ビーバーのビリーヴ・ツアーの一部日程ではコーディー・シンプソンと、ザ・サマー・キス・ツアーではジャレッド・マニエルカと共に演奏した。

## 訴訟
2012年10月、アラバマ州のシンガーソングライターのアリソン・ニコル・バーネットは、ジェプセンとヤングのほか、複数の出版社や演奏権管理団体を対象に、弁護士のネビル・ジョンソンによる起草で、カリフォルニア州の連邦裁判所に著作権侵害の訴訟を起こした。バーネットはヤングとマット・ティーセン、ブライアン・リーが、2010年にリリースした自身の曲のモチーフを模倣したと主張した。訴訟では、同一のピッチの並び、メロディの輪郭、リズミカルな構成、音色など、2つの曲の間に複数の類似点があると指摘された。また、バーネットはファンからなぜ曲を模倣したのかと聞かれて「心理的・精神的ダメージ」を受けたと主張した。
2014年1月、ジェプセンの音楽出版社である放送音楽協会は、原告の利益のためにエスクローの口座に80万ドル以上の印税を入金することでバーネットと合意に至った。その条件として、バーネットは訴訟を取り下げることを受け入れた。2014年6月、調査の結果、曲がオリジナリティのある作品であることが明らかになったため、訴訟は取り下げられた。エスクローの印税は両者に返還され、アウル・シティーは52万5901ドル77セントを受け取った。

## 賞
| 年   | 団体                                         | 賞                                                    | 結果       | 出典          |
| ---- | -------------------------------------------- | ----------------------------------------------------- | ---------- | ------------- |
| 2012 | VEVOサーティファイド・アワード               | 100,000,000ビュー                                     | 受賞       | [ 31 ]        |
| 2012 | ビルボード・ジャパン・ミュージック・アワード | Hot Top Airplay of the Year                           | 受賞       | [ 32 ] [ 33 ] |
| 2012 | ビルボード・ジャパン・ミュージック・アワード | Digital & Airplay Overseas of the Year                | 受賞       | [ 32 ] [ 33 ] |
| 2012 | NRJミュージック・アワード                    | インターナショナル・グループ/デュオ・オブ・ザ・イヤー | ノミネート | [ 34 ]        |

## 収録曲
| #  | タイトル           | 作詞 | 作曲・編曲 | 時間 |
| -- | ------------------ | ---- | ---------- | ---- |
| 1. | 「グッド・タイム」 |      |            | 3:26 |

| #  | タイトル                                         | 作詞 | 作曲・編曲 | 時間 |
| -- | ------------------------------------------------ | ---- | ---------- | ---- |
| 1. | 「グッド・タイム」                               |      |            | 3:26 |
| 2. | 「グッド・タイム（アダム・ヤング・リミックス）」 |      |            | 3:10 |

| #  | タイトル                                                   | 作詞 | 作曲・編曲 | 時間 |
| -- | ---------------------------------------------------------- | ---- | ---------- | ---- |
| 1. | 「グッド・タイム」                                         |      |            | 3:26 |
| 2. | 「グッド・タイム（アダム・ヤング・リミックス）」           |      |            | 3:10 |
| 3. | 「グッド・タイム（フレッド・ファルケ・フル・リミックス）」 |      |            | 6:18 |
| 4. | 「グッド・タイム（ワイドボーイズ・クラブ・リミックス）」   |      |            | 5:31 |

## クレジット
録音スタジオ
- アウル・シティー - スカイ・ハーバー・スタジオ（アメリカ・ミネソタ州オワトナ（英語版））
- カーリー・レイ・ジェプセン - シグナルパス・スタジオ（カナダ・オンタリオ州アルモンテ（英語版））
- ミネアポリス・ユース・コーラス - ザ・テラリウム（アメリカ・ミネソタ州ミネアポリス）

スタッフ
- アダム・ヤング - 作詞・作曲、プロデュース、録音、楽器、ミネアポリス・ユース・コーラスのボーカル録音、ボーカル
- マット・ティーセン - 作詞・作曲、コーラス
- ブライアン・リー - 作詞・作曲
- テッド・ジェンセン - マスタリング
- カーリー・レイ・ジェプセン - ボーカル
- ロバート・オートン - ミキシング
- ミネアポリス・ユース・コーラス - アディショナル・ボーカル
- ライアン・ステュアート - カーリー・レイ・ジェプセンのボーカル演出
- ケン・フリーセン - カーリー・レイ・ジェプセンのボーカル録音

## チャート
| チャート（2012年）                             | 最高位 |
| ---------------------------------------------- | ------ |
| オーストラリア (ARIA)                          | 5      |
| オーストリア (Ö3 Austria Top 40)               | 9      |
| ベルギー (Ultratop 50 Flanders)                | 6      |
| ベルギー (Ultratop 50 Wallonia)                | 8      |
| カナダ (Canadian Hot 100)                      | 1      |
| カナダ AC (Billboard)                          | 4      |
| カナダ CHR/Top 40 (Billboard)                  | 3      |
| カナダ Hot AC (Billboard)                      | 3      |
| チェコ (Rádio Top 100)                         | 3      |
| デンマーク (Tracklisten)                       | 17     |
| ユーロ・デジタル・ソング・セールス (Billboard) | 3      |
| フィンランド (Suomen virallinen lista)         | 16     |
| フランス (SNEP)                                | 4      |
| ドイツ (GfK Entertainment charts)              | 11     |
| ホンジュラス (Honduras Top 50)                 | 41     |
| ハンガリー (Rádiós Top 40)                     | 17     |
| アイルランド (IRMA)                            | 6      |
| イタリア (FIMI)                                | 27     |
| 日本 (Japan Hot 100)                           | 2      |
| ラトビア (European Hit Radio)                  | 4      |
| レバノン (The Official Lebanese Top 20)        | 4      |
| リトアニア (European Hit Radio)                | 6      |
| ルクセンブルク (Luxembourg Digital Songs)      | 2      |
| メキシコ・エアプレイ (Billboard)               | 30     |
| オランダ (Dutch Top 40)                        | 7      |
| オランダ (Single Top 100)                      | 15     |
| ニュージーランド (Recorded Music NZ)           | 1      |
| ノルウェー (VG-lista)                          | 7      |
| スコットランド (Official Charts Company)       | 3      |
| スロバキア (Rádio Top 100)                     | 48     |
| 韓国 (GAON) (International Chart)              | 1      |
| スウェーデン (Sverigetopplistan)               | 25     |
| スイス (Schweizer Hitparade)                   | 4      |
| UK シングルス (OCC)                            | 5      |
| US Billboard Hot 100                           | 8      |
| US Adult Contemporary (Billboard)              | 12     |
| US Adult Top 40 (Billboard)                    | 7      |
| US Hot Latin Songs (Billboard)                 | 47     |
| ベネズエラ (Record Report)                     | 88     |

| チャート（2012年）                   | 位 |
| ------------------------------------ | -- |
| オーストラリア (ARIA)                | 16 |
| オーストリア (Ö3 Austria Top 40)     | 67 |
| ベルギー (Ultratop 50 Flanders)      | 56 |
| ベルギー (Ultratop 50 Wallonia)      | 59 |
| カナダ (Canadian Hot 100)            | 30 |
| フランス (SNEP)                      | 52 |
| ドイツ (Media Control AG)            | 66 |
| 日本 (Japan Hot 100)                 | 8  |
| ラトビア (European Hit Radio)        | 40 |
| オランダ (Dutch Top 40)              | 27 |
| オランダ (Single Top 100)            | 68 |
| ニュージーランド (Recorded Music NZ) | 14 |
| スイス (Schweizer Hitparade)         | 56 |
| UK Singles (OCC)                     | 69 |
| US Billboard Hot 100                 | 38 |
| US Adult Top 40 (Billboard)          | 38 |
| US Mainstream Top 40 (Billboard)     | 27 |

| チャート（2013年）                | 位 |
| --------------------------------- | -- |
| US Adult Contemporary (Billboard) | 35 |

| チャート（2015年）   | 位 |
| -------------------- | -- |
| 日本 (Japan Hot 100) | 88 |

| チャート（2016年）        | 位 |
| ------------------------- | -- |
| 日本 (Japan Hot Overseas) | 13 |

## 認定
| 国/地域 | 認定        | 認定/売上数 |
| --- | ----------- | ----------- |
| オーストラリア (ARIA)                                                                                               | 5× Platinum | 350,000     |
| ベルギー (BEA) | Gold        | 15,000*     |
| ブラジル (ABPD) | Platinum    | 60,000      |
| ドイツ (BVMI) | Gold        | 150,000^    |
| イタリア (FIMI) | Platinum    | 50,000      |
| 日本 (RIAJ) | 2× Platinum | 500,000*    |
| ニュージーランド (RMNZ)                                                                                             | 2× Platinum | 30,000*     |
| イギリス (BPI) | Platinum    | 600,000     |
| アメリカ合衆国 (RIAA)                                                                                               | 2× Platinum | 2,000,000   |
| ストリーミング |             |             |
| デンマーク (IFPI Danmark)                                                                                           | 2× Platinum | 3,600,000   |
| 日本 (RIAJ) | Platinum    | 100,000,000 |
| * 認定のみに基づく売上数 · ^ 認定のみに基づく出荷枚数 · 認定のみに基づく売上数と再生回数 · 認定のみに基づく再生回数 |             |             |

## リリース日
| 国・地域         | リリース日    | 規格                   | レーベル                            |
| ---------------- | ------------- | ---------------------- | ----------------------------------- |
| アメリカ         | 2012年6月26日 | デジタル・ダウンロード | リパブリック・レコード              |
| カナダ           | 2012年6月26日 | デジタル・ダウンロード | 604レコード                         |
| オーストラリア   | 2012年6月26日 | デジタル・ダウンロード | リパブリック・レコード              |
| ニュージーランド | 2012年6月26日 | デジタル・ダウンロード | リパブリック・レコード              |
| ヨーロッパ       | 2012年6月26日 | デジタル・ダウンロード | リパブリック・レコード              |
| ブラジル         | 2012年6月26日 | デジタル・ダウンロード | リパブリック・レコード              |
| ドイツ           | 2012年7月20日 | デジタル・ダウンロード | リパブリック・レコード              |
| フランス         | 2012年7月20日 | デジタル・ダウンロード | リパブリック・レコード              |
| イギリス         | 2012年8月23日 | デジタル・ダウンロード | リパブリック・レコード              |
| 台湾             | 2012年9月16日 | デジタル・ダウンロード | ユニバーサル エイベックス・グループ |